# Петар Ласи
Петар Ласи (29. септембар 1678 – 30. април 1751) је био руски фелдмаршал, пореклом Ирац.

## Биографија
Од 1700. године је у руској војној служби. Учествовао је у Руско-турском рату (1735–9) у коме је на челу руске армије продро на Крим, тукао кримског кана и освојио Азов. У Руско-шведском рату (1741–3), командовао је руском војском (око 15.000 људи). Приписују му се многе војно-административне реформе у Русији.